# جين إنغهام
كانت روز ماري (جين) إنغهام، اسم الولادة: تابر - كاري / tˈʌpə ˈkɛəri /؛ 15 أغسطس 1897 - 10 سبتمبر 1982، عالمة نبات ومترجمة علمية إنجليزية. عينت مساعد باحث لجوزيف أوبرت بريستلي في قسم النبات بجامعة ليدز، وكانا معًا أول من فصل جدران الخلايا عن طرف جذر الفاصوليا العريضة. قاموا بتحليل جدران الخلايا هذه وخلصوا إلى أنها تحتوي على بروتين. أجرت تجارب على طبقة الفلين من الأشجار لدراسة كيفية عمل الخلايا في ظل تغير الاتجاه ووجدت اختلافات عميقة في انقسام الخلايا والاستطالة في طبقة البشرة من النباتات.
في ليدز، عينت إنغهام مساعد مراقب لقاعة ويتوود، والسكرتير الفخري للرابطة البريطانية الإيطالية. في عام 1930، انضمت إلى المكتب الإمبراطوري لعلم الوراثة النباتية والمحاصيل في كلية الزراعة في كامبريدج، إنجلترا، كمسؤولة علمية ومترجمة. كان المكتب مسؤولًا عن نشر سلسلة من المجلات المجردة حول جوانب مختلفة من تربية المحاصيل وعلم الوراثة. في عام 1932، تزوجت من ألبرت إنغهام، ثم أصبحت زميل ومدير الدراسات في كلية كينغز، كامبريدج. أمضت إنغهام سنوات الحرب في برينستون، نيوجيرسي، مع ولديها، وهي لا ترغب في العودة إلى إنجلترا بعد السفر إلى الولايات المتحدة قبل اندلاع الحرب العالمية الثانية. في السنوات الأخيرة من حياتها، سافرت هي وزوجها كثيرًا، وفي عام 1982، توفيت في كامبريدج.

## النشأة
ولدت إنغهام في 15 أغسطس 1897، في كرومر هاوس، كرومر تيراس، ليدز، وعمدت أنجليكانية في كنيسة إنجلترا في دونهيد سانت أندرو، ويلتشير، في 14 سبتمبر 1897. كانت الابنة الصغرى لهيلين ماري توبر‑كاري، تشابمان قبل الزواج وألبرت داريل. كانا قد تزوجا في دونهيد سانت أندرو في 16 مايو 1890. كانت هيلين ماري ابنة القس هوراس إدوارد تشابمان، رئيس الجامعة السابق لدونهيد سانت أندرو، وأديلايد ماريا، ني فليتشر.

كان والد إنغهام هو ابن القس توبر كاري وهيلين جين، ني ساندمان. تلقى تعليمه في إيتون وكريست تشيرش بأكسفورد، وتدرب في كلية كوديسدون اللاهوتية. كان أمينًا لليدز قبل أن يعين رئيسًا لكنيسة سانت مارغريت، لويستوفت. في عام 1910، عين كمقيم قانوني في يورك، ثم أصبح لاحقًا نائبًا لمدينة هدرسفيلد. من عام 1938، كان قسيسًا للملك ومونتي كارلو. على الرغم من أن اسمه هو ألبرت داريل، فقد كان معروفًا باسم توبر لأصدقائه ووصفه جون جيلبرت لوكهارت في سيرة كوزمو جوردون لانغ على النحو التالي:
كان بإمكانه الحصول على أسهل الصلات مع كل نوع من الأشخاص، من سكارى ليدز ولويستوفت إلى أصحاب الملايين في مونت كارلو ... متقلب، مليء بالروح العالية، لا يمكن كبتها، كان صديقًا للجميع ولديه ابتسامة وكلمة لكل عابر في شوارع رعيته.
كان لإنغهام أربعة أشقاء. تزوجت أختها الكبرى جاكلين مارجوري من القس إدغار جيمس ميتشل، وبعد زواجهما، قاما بالعمل التبشيري في الشرق الأقصى. أما أختها إيديث -المعروفة باسم بيتي بين أصدقائها وعائلتها- فقد تزوجت المؤلف مايكل سادلير. كان سادلير الابن الوحيد للسير مايكل إرنست سادلر، نائب رئيس جامعة ليدز السابق. كان شقيقها الأكبر، همفري داريل أيزو، يعمل في زراعة الشاي في شرق إفريقيا البريطانية قبل اندلاع الحرب العالمية الأولى. كلف برتبة ملازم في بنادق الملك الإفريقية، لكنه أصيب بجروح بالغة في الفخذ الأيمن أثناء حملة شرق إفريقيا. تزوج من مارجوري جيرترود دريكس، نيي بريدين، أرملة تشارلز هنري دريكس. في وقت لاحق من حياته، عمل في الخدمة الاستعمارية في نيجيريا وعين رفيقًا لأمر الخدمة الإمبراطورية في عيد ميلاد الملكة لعام 1959. كان شقيقها الأصغر، بيتر تشارلز ساندمان، نقيبًا في البحرية الملكية. تزوج آن إثيل فيوليت مونتاجو دونداس، الابنة الكبرى لروبرت نيفيل دونداس وسيسيل ماري، لانكستر.

## التعليم
تلقت إنغهام تعليمها في مدرسة كلير هاوس، مدرسة للبنات في نورث باريد، لويستوفت، والتي تخصصت في تدريس اللغة الفرنسية. في سن العاشرة، حصلت على جائزة في الامتحانات الفرنسية التمهيدية التي نظمت من قبل الجمعية الوطنية للأساتذة الفرنسيين في إنجلترا. تنافست ضد مرشحين من أفضل مدارس البنات في إنجلترا، الاختبارات التحريرية المكونة من الترجمة والتأليف (النثر والشعر)، والمقالات، والأسئلة في الأدب الفرنسي في القرنين السابع عشر والتاسع عشر. في نفس العام، قامت بدور فيلامينت في إنتاج المدرسة لثلاثة مشاهد من ليه فيميس سافانتس لموليير.
أظهرت إنغهام اهتمامًا مبكرًا بعلم النبات. في شبابها، كانت تجمع الزهور البرية لعرضها في عروض الرعية المحلية. كانت جدتها، هيلين جين كاري، عالمة نباتات هاوية ومتحمسة لجمع العينات، هواية شعبية وعصرية في إنجلترا الفيكتورية: 29 في عام 1916، دخلت إنغهام جامعة ليدز لدراسة علم النبات، في غضون ثلاث سنوات، كانت طالبة باحثة في قسم علم النبات في ليدز، تدرس امتصاص الماء عند نقطة نمو جذور النبات. في عام 1919، درست إنغهام علم الحيوان العام في مختبر سيتاديل هيل التابع لجمعية الأحياء البحرية ببليموث. آني ريدمان كينغ، صديقتها من ويتوود هول في ليدز، كانت محققة راي لانكستر في المختبر.